# Alpais av Cudot
Alpais av Cudot, född omkring 1155 i Cudot, död där 3 november 1211, var en fransk romersk-katolsk jungfru. Hon vördas som salig i Romersk-katolska kyrkan, med minnesdag den 3 november.
Alpais föddes i en fattig bondfamilj i Cudot. Vid tidig ålder drabbades hon av spetälska och kom att leva ett liv i bön och botgöring. Hon skall under långa perioder enbart ha livnärt sig på den heliga kommunionen. Enligt legenden skall Alpais kort före sin död ha botats från sin sjukdom på Jungfru Marias förbön.
Alpais vita nedtecknades av munken Pierre i det närbelägna cistercienserklostret Les Écharlis.

## Bilder
| - Saliga Alpais relikvarium i kyrkan Notre-Dame-de-l'Assomption i Cudot. |

### Webbkällor
- Burchi, Pietro. ”Beata Alpaide di Cudot, vergine” (på italienska). Santi e Beati. Arkiverad från originalet den 3 november 2021. https://archive.md/1llHb. Läst 3 november 2021.
- ”Blessed Alphais of Cudot” (på engelska). CatholicSaints.Info. Arkiverad från originalet den 3 november 2021. https://archive.md/qFW2b. Läst 3 november 2021.